# Geschichte der Juden in Lindau (Bodensee)
Die Geschichte der Juden in Lindau (Bodensee) beginnt nachweislich spätestens im 13. Jahrhundert. Das rege jüdische Leben war wiederholt durch antijüdische Ausschreitungen stark beeinträchtigt, die im Holocaust ihren Höhepunkt fanden. Auch heute leben jüdische Bürger eher unauffällig in der bayerisch-schwäbischen ehemaligen Reichsstadt. Die meisten von ihnen sind aus der ehemaligen Sowjetunion seit deren Auflösung zunächst als Kontingentflüchtlinge zugewandert.

## Mittelalter
Urkundlich erstmals erwähnt werden in Lindau ansässige Personen jüdischen Glaubens im Reichssteuerverzeichnis von 1241. In diesem Dokument wird der Lindauer Judengemeinde gleich ihren Überlinger Glaubensgenossen eine Steuer von 2 Mark Silber auferlegt. Das jüdische Leben konzentrierte sich im Mittelalter auf einige Straßenabschnitte auf der Lindauer Insel, so lässt beispielsweise der ältere Name der westlichen Grub, Judengasse, den Schluss zu, hier habe eine Vielzahl von Juden gelebt.

Als Standort des religiösen Zentrums, der Synagoge, kommen den Quellen zufolge zwei Orte in Frage: Entweder befand sich das Gotteshaus auf dem Gelände des heutigen Reichsplatzes nahe dem Rathaus – das Zinsbuch des Lindauer Damenstifts lokalisiert dort eine „Judenschule“, ein auch von Luther gebrauchtes gängiges Synonym für eine Synagoge – oder in der Alten Metzg auf dem Gebiet des heutigen Oberen Schrannenplatzes; hier erwähnt das gleiche Dokument ein Haus „das der Juden war“. Ersteres gilt dabei als wahrscheinlicher, auch der Verfasser der Lindauer Gebäudechronik von 1818 beschreibt den Platz südlich des Lindavia-Brunnens als früheren Standpunkt der Synagoge.

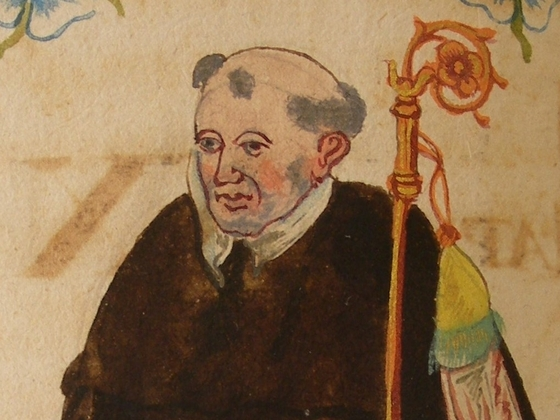
Wilhelm von Montfort (um 1300)

Das Wirken von einigen Juden in Lindau ist durch zeitgenössische Schriften bezeugt. Es wird ein Süßkint Judeus de Lindow, Bürger Lindaus, der 1343 auch das Ravensburger Bürgerrecht erworben hatte, ebenso erwähnt wie ein Lassauer (Lazarus) und ein Elyas, der als Jude sogar zeitweise Mitglied des Stadtrats war. Ebenfalls um das Ravensburger Bürgerrecht bemüht haben sich die Lindauer Juden Henni und Hug Murer.

Außerdem kann nachgewiesen werden, dass Lindauer Juden im Geldverleihgeschäft tätig waren: Zu den Kunden der Lindauer Jüdin Maria gehörten unter anderem einflussreiche Persönlichkeiten wie Wilhelm von Montfort, der Abt von St. Gallen. Er lieh sich im Jahr 1286 30 Mark Silber, im darauffolgenden Jahr nochmals 19 Mark von Marias Berufsgenossen Berchtold. Ein weiterer Berufszweig, den die Lindauer Juden ausübten, war der Fernhandel.
Das Verbot der jüdischen Ausübung von Handwerksberufen und ein Verbot für Christen, Zinsgeschäfte zu tätigen, führte 1344 zum Ruf eines jüdischen Geldverleihers in die Stadt. Dem vorangegangen war eine Welle der Empörung gegen einige Bürgerinnen, die zu Wucherzinsen Geld verliehen hatten und dies mit der einer angeblich erteilten Absolution durch die Mönche des Barfüßerklosters gerechtfertigt hatten. Der jüdische Geldverleiher folgte der Bitte und erhielt als Dank das Lindauer Bürgerrecht.
Mit dem Aufkommen der Pest 1348 wuchs auch die Ausgrenzung der jüdischen Mitbürger. Für den Schwarzen Tod sowie für ein verheerendes Erdbeben, das im selben Jahr die Region erschütterte, wurden die Juden verantwortlich gemacht; dazu kamen etliche weitere Aufstachelungen von Seiten der christlichen Fanatiker, die letztendlich die Ermordung aller jüdischer Einwohner durch das Stadtregiment am 6. Dezember zur Folge hatte.

Die Juden Lindaus wurden zum in der darauffolgenden Zeit als Judenanger oder Judengerichtsstätte bekannten Stelle am Ufer des Lindauer Festlandes geschafft und verbrannt, 15 bis 18 Personen an der Zahl. Der Tat, die den Schuldnern der Juden nicht ungelegen kam, waren ähnliche Pogrome in anderen Städten Süddeutschlands vorangegangen. Erst um 1378 wurde Lindau wieder von Juden bewohnt.
Im Jahr 1430 kam es zu weiteren gewalttätigen Ausschreitungen gegen die Lindauer Juden. Ein Teil von diesen befand sich auf der Rückreise von einer jüdischen Hochzeit in Ravensburg, als ein 13-jähriger Knabe ermordet wurde. Das Opfer, ein Christ, wurde zwischen Ravensburg und Weingarten erhängt aufgefunden. Der zunächst Angeklagte wälzte die Schuld auf die Ravensburger Juden ab und unterstellte ihnen, einen Ritualmord begangen und des Jungen Blut getrunken zu haben, was zu dieser Zeit eine weit verbreitete, Vorurteilen geschuldete, Vorstellung war. In der allgemeinen antijüdischen Stimmung wurde den Beschuldigungen stattgegeben und ein Großteil der Ravensburger Juden ermordet. Die Gewaltwelle gegen Juden sprang auch auf andere Städte der Region über, darunter Lindau. Dort wurde die gesamte Judengemeinde am 3. Juli verbrannt.

Der Stadtrat beschloss daraufhin, den Juden ein dauerhaftes Siedlungsverbot in ihrer Stadt aufzuerlegen, was sich im Lauf der Geschichte jedoch als nicht ewig während herausstellte.

## Neuzeit
Bis ins 18. Jahrhundert war den Juden das Wohnrecht in Lindau verweigert, das Ansiedlungsverbot zuletzt 1605 erneuert worden.
Eine weitere Episode der jüdischen Geschichte Lindaus ist überliefert, die Aufschluss über jüdische Beerdigungsrituale gibt: Auf dem Weg nach Hohenems befindlich verstarb ein jüdischer Junge von 14 Jahren namens Moyses an Entkräftung. Er war mit einer Gruppe von neun weiteren „Betteljuden“ von Buttenwiesen nahe Dillingen an der Donau nach der vorarlbergischen Stadt aufgebrochen, um mit finanzieller und materieller Unterstützung der Juden in Hohenems das Pessachfest zu begehen. Der Jugendliche fand seinen Tod am 16. April 1772 in Leiblachsberg bei Sigmarszell. Um der Geruchsentwicklung durch den Leichnam vorzubeugen, brachte eine Lindauer Abordnung unter Führung des Registrators Daniel Riesch den toten Jungen nach Lindau, um ihn auf dem heutigen Alten Friedhof in der „Armsünderecke“ beerdigen zu lassen. Ein herbeigerufener Rabbiner aus Hohenems ließ den Leichnam mit warmem Wasser reinigen und in frisches Leinen kleiden. Danach wurden ihm pergamentene Abschriften der Zehn Gebote als Tefillin um den Kopf gewunden und tönerne Scherben auf Augen und Mund gelegt. Nachdem jeder Anwesende etwas Erde unter den Kopf des Toten geschoben hatte und das Gebet gesprochen war, beglichen die Hohenemser Juden die angefallenen Kosten.
Die restriktive Lindauer Judenpolitik der vorigen Jahrhunderte erfuhr im 18. Jahrhundert eine leichte, im darauffolgenden Jahrhundert aber eine starke Lockerung. Schon 1793 wurde einer jüdischen Hochzeitsgesellschaft erlaubt, die Feierlichkeiten im Hof des Gullmannschen Hauses am Paradiesplatz, ehemals Wohnhaus von Daniel Heider, abzuhalten. Der aus Augsburg stammende Bräutigam und seine Hohenemser Braut wählten Lindau wegen seiner Lage zwischen den beiden Städten. Geladen waren etwa 50 Personen aus Augsburg, meist Kaufleute, und circa 30 von Seiten der Braut.

### 19. und 20. Jahrhundert
Die erste nach der Vertreibung dauerhaft in Lindau lebende jüdische Familie war die des Münchner Fabrikanten Jakob Alexandersohn, der um 1810 in die Stadt zog und erste Impulse für die beginnende Industrialisierung in Lindau gab. Die Kaufmannsfamilie Nördlinger folgte aus Laupheim 1840 nach, der 1869 geborene Sohn Max war als Rechtsanwalt und 1925 ernannter bayerischer Justizrat eine einflussreiche Persönlichkeit. 

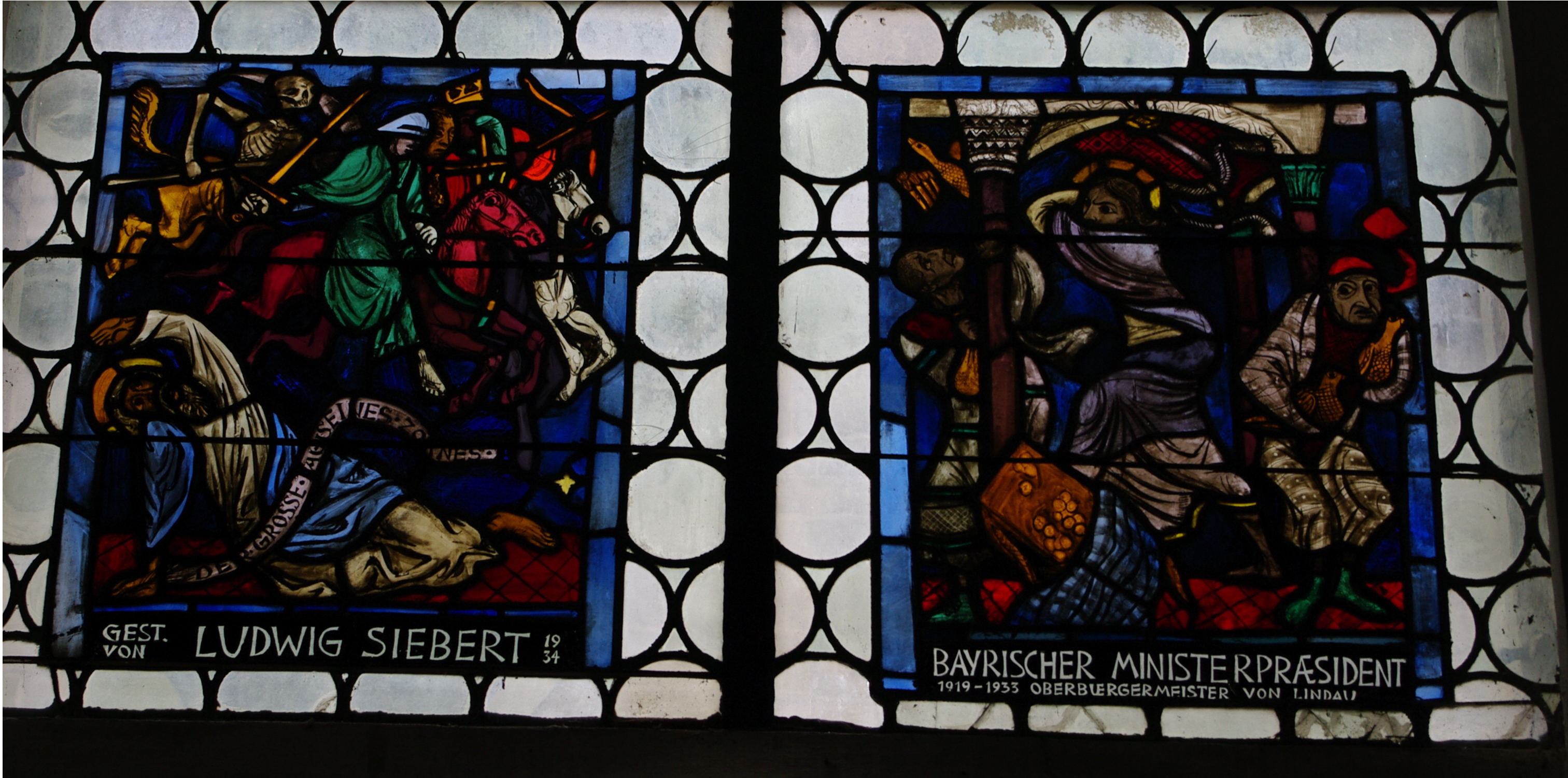
Von Ludwig Siebert 1934 gestiftetes Kirchenfenster in der evangelischen Kirche St. Stephan. Das rechte Bild zeigt u. a. eine von antisemitischen Vorurteilen geprägte Darstellung eines Juden

Das auch heute noch von katholischen Angehörigen der ursprünglich jüdischen Familie Spiegel geführte Bekleidungsgeschäft auf der Insel wurde 1886 eröffnet. Der jüdische Modeunternehmer Max Spiegel errichtete damit eine Filiale des renommierten Konstanzer Hauses Spiegel & Wolf. Das Lindauer Haus wurde 1899 vom aus Westfalen stammenden Emil Spiegel, vermutlich ein Neffe, übernommen.
Weitere in Lindau ansässige Juden waren die Textilunternehmer Kochmann und Weil sowie Dr. Cohn, die Familie Persich, der Fabrikant Julius Herzberger und sein Bruder Alfons. Die im Mittelalter existente Lindauer Synagoge war inzwischen abgebrochen, also musste man zum Synagogenbesuch nach Hohenems oder Konstanz reisen. Wegen verwandtschaftlichen Beziehungen zogen manche jedoch den Besuch der Laupheimer oder Gailinger Synagoge vor.
Siegfried Kochmann, Emil Spiegel, Werner Nördlinger, ein Spross der oben erwähnten Familie Nördlinger, sowie Dr. Cohn wendeten sich 1920 in einem Schreiben an den Stadtrat, in dem sie eine unverhohlene Besorgnis über eine bevorstehende Veranstaltung des Deutsch-Völkischen Schutz- und Trutzbundes zum Ausdruck brachten.

Ludwig Siebert, seit 1919 für die Bayerische Volkspartei Bürgermeister der Stadt, antwortete ihnen, sie hätten keine antijüdischen Ausschreitungen zu befürchten. Die Deutschnationalen, schon in den 1920er Jahren eine starke Kraft in Lindau, zeigten unter anderem durch Anbringen von Hetzschriften an Hauswänden Präsenz. Der NSDAP-Ortsverband gründete sich 1922 und konnte bei den Kommunalwahlen zwei Jahre darauf zwei der 30 Stadtratssitze erringen. Durch Beziehungen zu Lindauer Parteifunktionären – der Lindauer Hafnermeister Emil Bogdon war ein aktiver Unterstützer des Hitler-Putsches – kam Adolf Hitler schon 1923 nach Lindau. Ludwig Siebert, durch seinen Parteieintritt 1931 erster NSDAP-Bürgermeister Bayerns, wurde nach der Machtergreifung Hitlers zum bayerischen Ministerpräsidenten ernannt.
In den Ergebnissen der Reichstagswahlen im Juli und im November 1932 zeigt sich die gefestigte Position der rechten Parteien in der gesamtdeutschen sowie lokalen Politiklandschaft. In Lindau erreichte die NSDAP jedoch ein um fast einen Prozentpunkt besseres Ergebnis und die nationalkonservative DNVP sogar fast das Doppelte im Vergleich zum deutschen Gesamtwert.
Nach der nationalsozialistischen Machtergreifung begannen massive Repressalien gegen Juden und Feinde des Systems. Die Anzahl der jüdischen Lindauer belief sich 1930 auf 16 Personen (zuzüglich getaufte „Rassejuden“). Die bis 1938 in Lindau verbliebenen Juden wurden nach der Reichspogromnacht gezwungen, in das Haus der Familie Spiegel umzuziehen, das damit als eine Art Judenhaus fungierte. 
Der zum evangelischen Glauben konvertierte Arzt Otto Davidson wurde kurzzeitig nach dem Pogrom im Stadtgefängnis gefangen gehalten. Die Geschäfte jüdische Besitzer wurden in der Folgezeit „arisiert.“ 
Die Lindauer Juden wurden bis zum Ende des Zweiten Weltkriegs inhaftiert, zur unfreiwilligen Ausreise gedrängt oder ermordet.

Zu den Opfern der Gewaltherrschaft zählen Julius Herzberger, im italienischen Exil zum Selbstmord getrieben, samt Ehefrau, die Familie Schlumberger, deren Mitglied Ernst in „Mischehe“ geheiratet und ein Kind gezeugt hatte, sowie die Familien Spiegel und Weil. Letztere kamen fast vollständig in Konzentrationslagern um. Werner Nördlinger und Joseph Spiegel gelang die rechtzeitige Emigration in die Vereinigten Staaten; andere, wie Dr. Davidson, der 1945 seine Praxis wiedereröffnete, überlebten das Konzentrationslager. An die Ermordeten erinnert eine Gedenktafel in der Lindauer Peterskirche.
Eine Tafel auf dem Lindauer Friedhof erinnert an Arbeiterinnen und Arbeiter aus Osteuropa, die in den Lagern Friedrichshafen und Saulgau zu Tode gekommen waren, unter ihnen befanden sich auch Juden.
In der frühen Nachkriegszeit bot ein DP-Lager in Lindau Platz für etwa 30 heimatlose Juden. Im Ortsteil Zech waren Displaced Persons vom französischen Sektor Berlins überstellt worden.
In heutiger Zeit ist wieder eine kleine Anzahl von Juden in der Stadt wohnhaft. Die zuständige Israelitische Kultusgemeinde in Konstanz schweigt sich zum Schutz ihrer Lindauer Mitglieder über deren genaue Zahl aus.